# Cueva de los Murcigallinos
La cueva de los Murciélagos o Murcigallinos (también llamada de los Murcieganillos, Murciganillos o Murcieanillos) es una cueva situada en Losana de Pirón, provincia de Segovia (Castilla y León, España), declarada Lugar de Interés Comunitario por su gran diversidad de especies de murciélagos.
Está considerada, desde 1995, la más importante reserva de estos mamíferos en la provincia segoviana, la segunda de la comunidad autónoma y la decimosegunda a nivel estatal.

## Localización

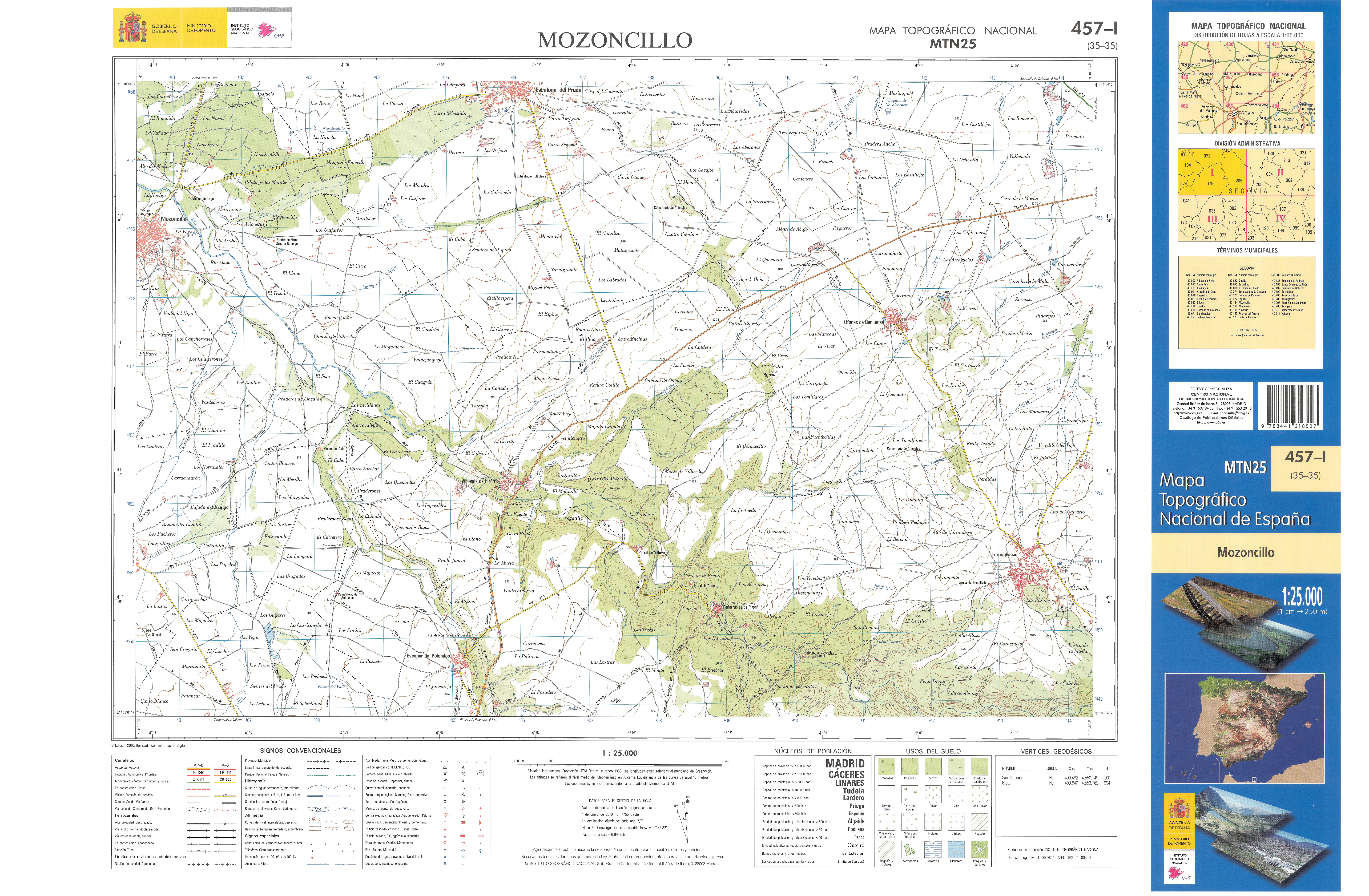
Fragmento 0457c1 de la hoja 457 del Mapa Topográfico Nacional de España de 2010 en el que se representa parte del acantilado en el que se ubica la cueva

En el centro de la provincia de Segovia, está situada en la cornisa los acantilados del cañón del río Viejo en su curso bajo, dejando atrás la sierra de Guadarrama y ya cerca de confluir en el río Pirón, accesible desde los campos de cultivo en el exterior del valle. A 0,3 km de las ruinas del ya deshabitado Corral de Máximo, los núcleos de población más cercanos son Losana de Pirón y Torreiglesias, ambos equidistantes a casi 2 km en imposible línea recta. Es parte del término de la entidad local menor de Losana que a su vez está anejada al municipio de Torreiglesias.

## Características
Se trata de una oquedad que penetra 60 metros en los acantilados del cañón del río Viejo. A diferencia de la próxima Cueva de la Vaquera, de similar constitución y situada a casi ras de suelo, esta se encuentra en la zona alta las paredes, al borde del cortado.
En su interior, se observan varias alteraciones, entre las cuales se encuentran cerámicas de la Edad del Bronce, así como fragmentos de huesos y algunos fósiles. Estos elementos están presentes en los niveles de sedimentación visibles en la entrada, en la pared trasera y en su mayoría están fragmentados. Los huesos de animales, aunque presentes, son muy difíciles de identificar.
Durante el siglo XIX fue utilizada como refugio por El Tuerto de Pirón, bandolero prófugo de la justicia.

### Biodiversidad
Situado en la ecorregión mediterránea, el área protegida contiene 4 hábitats naturales: Cuevas inaccesibles al público, Laderas rocosas calcáreas con vegetación casmófita, Pastizales kársticos calcáreos o basófilos, de Alysso-Sedion blanco, Bosques endémicos con Juniperus spp.
En la base de la designación del sitio se encuentran varias especies protegidas de mamíferos (5): el murciélago de alas largas (Miniopterus schreibersii), el murciélago orejudo (Myotis blythii), el murciélago común (Myotis myotis), el murciélago de herradura (Rhinolophus ferrumequinum), el murciélago de herradura menor (Rhinolophus hipposideros).

## Protección
El sitio de la Cueva de los Murciélagos fue declarado lugar de importancia comunitaria en marzo de 1999 para proteger a sus 5 especies de animales en el área de 1 hectárea. La zona también fue protegido como Zona de especial protección para las aves en septiembre de 2015.

## Etnografía
Durante siglos, los vecinos de Losana de Pirón recolectaban el guano (excremento de murciélago) para usarlo como abono agrícola, al que se atribuía la calidad del trigo local. La recolección del guano se adjudicaba mediante una subasta pública celebrada el martes de carnaval, y durante muchos años fue ganada por un vecino llamado Dámaso Gómez. La recogida se hacía de noche con antorchas, siguiendo una rutina establecida: se barrían los excrementos, se llenaban sacos que luego se vaciaban en la entrada de la cueva para que el guano secara y perdiera peso. Una vez seco, se transportaba al pueblo en animales de carga y se esparcía en los campos, logrando cosechas de espigas grandes y gruesas que se guardaban para la siembra del año siguiente.